# Бербик, Тревор
Тревор Бербик (англ. Trevor Berbick; 1 августа 1954, Норвич, Порт-Антонио, Ямайка — 28 октября 2006, Норвич, Ямайка) — канадский боксёр-профессионал ямайского происхождения, выступавший в тяжёлой весовой категории. Бронзовый призёр Панамериканских игр (1975). Член сборной Ямайки на Олимпийских играх в Монреале (1976).
Чемпион мира тяжёлой весовой категории по версии WBC (1986). Чемпион США по версии USBA (1985). Двукратный чемпион Канады в тяжёлом весе (1979—1984; 1999—2000). Чемпион Британии и Британского Содружества в тяжёлом весе (1981—1984).

## Биография
Тревор Бербик родился 1 августа 1954 года в Норидже (Порт-Антонио, Ямайка).

## Любительская карьера
Бербик начал заниматься боксом в возрасте 19 лет. В 21 год Бербик представлял Ямайку на летних Олимпийских играх 1976 года в Монреале как боксёр-тяжеловес, несмотря на то что провёл только 11 любительских боев. Он проиграл по очкам Мирчу Шимону из Румынии, который впоследствии стал серебряным призёром. Тем не менее Бербик по-прежнему подавал большие надежды как боксёр-тяжеловес. Бербик участвовал в Панамериканских играх 1975 года, где завоевал бронзовую медаль, проиграв решением судей будущему чемпиону мира в тяжёлом весе Майклу Доуксу.

## Профессиональная карьера
Дебютировал в сентябре 1976 года.
Выиграл первые 11 боёв, из них 10 нокаутом.

#### 1979—1981

##### Бой с Бернардо Меркадо
В апреле 1979 года в бою за титул WBC Континентальной Америки в тяжёлом весе Бербик встретился с Бернардо Меркадо.
В любителях Бербик обоснованно победил Меркадо, однако в их единственной профессиональной встрече, Бербик проиграл нокаутом в первом раунде, поймав жёсткий удар за 10 секунд до конца раунда.

##### Бой с Графом Маклии
В мае 1979 года в бою за титул Чемпиона Канады в тяжёлом весе Бербик победил техническим нокаутом в 7 раунде Графа Маклии.

##### Бой с Джоном Тейтом
В 1980 году Бербик встретился с Джоном Тейтом. Этот бой проходил в андеркарте боя между Шугаром Рэем Леонардом и Роберто Дураном. Бербик нокаутировал Тейта ударом, который пришёлся по задней части головы и Тейт потерял сознание. Эта победа позволила Бербику выйти на титульный бой с Ларри Холмсом.

##### Чемпионский бой с Ларри Холмсом
В апреле 1981 года Бербик встретился с чемпионом мира тяжёлом весе по версии WBC Ларри Холмсом. Фаворитом в этом бою был Холмс (ставки на него принимались из расчёта 50 к 1) Бербик оказал серьёзное сопротивление Холмсу, став первым боксёром, продержавшимся с Холмсом до конца с момента завоевания им чемпионского титула. Тем не менее Холмс победил единогласным решением судей.

##### Бой с Конроем Нельсоном
В июле 1981 года Бербик встретился с Конроем Нельсоном. На кону стоял титул чемпиона Канады и вакантный титул Чемпиона Британии и Британского Содружества в тяжёлом весе. Бербик победил нокаутом во втором раунде.

##### Бой с Мохаммедом Али
В декабре 1981 года Бербик встретился с 39-летним Мохаммедом Али. Али, несмотря на успехи в материальном плане, вновь решил выйти на ринг и с удивлением обнаружил, что никто из ведущих боксёров не хочет с ним драться, а также, что атлетические комиссии большинства штатов не собираются выдавать ему лицензию на бой из-за состояния его здоровья. Несмотря на все трудности, Али удалось получить разрешение на бой на Багамах, с канадским тяжеловесом Тревором Бербиком. Мохаммед выглядел гораздо лучше, чем в бою с Холмсом, и даже доминировал в пятом раунде. Однако, несмотря на это, Али проиграл единогласным решением судей в 10-раундовом поединке. После этого боя Мохаммед объявил о завершении карьеры и больше никогда не выходил на профессиональный ринг.

#### 1982—1984

##### Бой с Грегом Пейджем
В июне 1982 года победил единогласным решением судей непобеждённого Грега Пейджа.

##### Бой с Ренальдо Снайпсом
В октябре 1982 года встретился с Ренальдо Снайпсом. В 1 раунде Снайпс отправил Бербика во флеш-нокдаун. В близком бою Снайпс с минимальным преимуществом победил единогласным решением судей.

##### Бой с С Т Гордоном
В мае 1983 года встретился с бывшим чемпионом в первом тяжёлом весе С Т Гордоном. Гордон победил единогласным решением судей.
В сентябре 1983 года встретился с Кеном Лакустой. Бербик победил нокаутом в 10 раунде.
В сентябре 1984 года встретился с Андорсом Эрни Барром. Бербик победил нокаутом в 4 раунде.

#### 1985—1987

##### Бой с Дэвидом Бэем
В июне 1985 года в бою за титул чемпиона США по версии USBA Бербик победил техническим нокаутом в 11 раунде Дэвида Бэя

##### Бой с Митчем Грином
В августе 1985 года Тревор Бербик победил единогласным решением судей непобеждённого Митча Грина.

##### Чемпионский бой с Пиклоном Томасом
В марте 1986 года Тревор Бербик встретился с непобеждённым чемпионом мира в тяжёлом весе по версии WBC Пинклоном Томасом. Фаворитом в этом бою был Томас (ставки на него принимались из расчёта 6,5 к 1). Бербик победил единогласным решением судей .

##### Бой с Майком Тайсоном
В ноябре 1986 года Тревор Бербик вышел на ринг против Майка Тайсона. Этот бой получил название «Судный день». Бербик лишь в феврале 1986 года завоевал титул чемпиона и проводил только первую защиту. В 1 раунде Бербик пошёл с Тайсоном в открытый бой, но пропустил несколько жёстких ударов и прекратил атаковать. За 20 секунд до конца раунда Тайсон пробил левый боковой, Бербик с трудом удержался на ногах, на последних секундах Бербик был на грани нокаута. Уже на первых секундах 2-го раунда Тайсон провёл серию ударов, отправив Бербика в нокдаун, Бербик поднялся. За 40 секунд до конца раунда Тайсон провёл правый апперкот в челюсть, а после ещё левый хук в голову. Бербик на мгновение прижался к Тайсону, а потом упал. Он пытался встать, но дважды терял равновесие и падал. С третьей попытки он поднялся, но его сильно шатало. Рефери остановил бой. За этот бой Тайсон заработал 1,5 млн долларов, а Бербик 2,1 миллиона долларов. После этого боя Тайсон установил 2 мировых рекорда, став самым молодым чемпионом в тяжёлом весе и став первым человеком, чей удар заставил соперника подняться и упасть три раза подряд. Одновременно с ним рекорд установил Кевин Руни (ему на тот момент было 27 лет), став самым молодым тренером, приведшим подопечного к чемпионскому титулу.
В октябре 1987 года победил техническим нокаутом в 3 раунде Лоренцо Бойда.

#### 1988—1996

##### Претендентский бой с Карлом Уильямсом
В июне 1988 года в иллюминаторе IBF проиграл единогласным решением судей чемпиону США по версии USBA Карлу Уильямсу. Карл Уильямс перешёл в положение для возможного супертяжелом весе выстрела в понедельник вечером, приняв единогласное решение 12 раунде над бывшим чемпионом Тревора Бербика. Уильямс громоздились очки с эффективной левый джеб по пути к кривому решению в тусклого отборочный бой по версии IBF в супертяжелом весе между двух лучших претендентов. Berbick, бывший чемпион WBC в супертяжелом весе набрал темп в середине боя, но Уильямс сумел посадить самых эффективных выстрелов против Berbick в критике тактику. Уильямс был вырезан рядом с правым глазом в 6-м туре, но порез кровоточил нечасто и, казалось, не беспокоить." — Ассошиэйтед Пресс Неофициальный АП система показателей — 118—109 Уильямс Уильямс потерял момент для проведения в 8-м раунде. Этот выдался бой в андеркарте к Майк Тайсон — Майкл Спинкс бой в супертяжелом весе.

##### Бой с Бастером Дагласом
В феврале 1989 года проиграл единогласным решением судей Джеймсу Бастеру Дагласу.

##### Бой с Джеффом Симсом
В июле 1990 года победил техническим нокаутом в 6 раунде Джеффа Симса.
В марте 1994 года победил единогласным решением судей Дэнни Воффорда.
В июле 1994 года победил нокаутом в 4 раунде Пола Филлпса.

##### Бой с Мелвином Фостером
В сентябре 1994 года победил раздельным решением судей непобеждённого Мелвина Фостера.

##### Бой с Джимми Тандером
В марте 1995 года в бою за титул WBC Континентальной Америки проиграл единогласным решением судей Джимми Тандеру.
В августе 1995 года победил техническим нокаутом в 3 раунде Брюса Джонсона.
В апреле 1996 года победил техническим нокаутом в 4 раунде Кена Смита.

##### Бой с Луисом Монако
В сентябре 1996 года победил единогласным решением судей Луиса Монако.

##### Бой с Хасимом Рахманом
В октябре 1996 года Бербик встретился с непобеждённым американцем Хасимом Рахманом. Бербик вышел на бой в явным перевесом. В начале 1-го раунда Рахман пробил длинный правый хук в голову. Бербик зашатался. Рахман повторил этот же удар в челюсть. Канадец рухнул на канвас. Он поднялся на счёт 5. Рахман сразу же бросился добивать. Он прижал противника к канатам и провёл несколько серий ударов в голову. Бербик был на грани нокаута, но смог выстоять. Большую часть первого раунда он простоял за блоком. Несмотря на односторонний дебютный раунд, бой в итоге прошёл всю дистанцию. По окончании поединка все судьи с большим преимуществом отдали победу Хасиму Рахману. Это был последний бой Бербика в США.

#### 1997—2000

##### Бой с Лайлом МакДауэллом
В сентябре 1997 года в бою за вакантный интерконтинентальный титул IBO проиграл раздельным решением судей Лайлу МакДауэллу.

##### Бой с Сатклиффом Шейном 1
В феврале 1999 года в бою за титул чемпиона Канады победил техническим нокаутом в 12 раунде Сатклиффа Шейна.

##### Бой с Айреном Баркли
В июне 1999 года Бербик победил единогласным решением судей Айрена Баркли.

##### Бой с Тони Лароса
В августе 1999 года проиграл раздельным решением судей Тони Лароса .

##### Бой с Сатклиффом Шейном 2
В мае 2000 года во 2 раз встретился с Сатклиффом Шейном. Бербик победил единогласнным решением судей.
Впоследствии, компьютерная томография показала кровяной сгусток в его мозге, и его лишили боксёрской лицензии.

## Вне ринга
Бербик был проповедником в моменты Чудеса пятидесятнической церкви в Лас-Вегасе.

## Проблемы с законом
Бербик был несколько раз арестован на протяжении всей своей жизни и приговорен в штате Флорида к 5 годам лишения свободы за сексуальное нападение на няню его детей в 1992 году. Он отсидел 15 месяцев. В 1997 году он нарушил условия условно-досрочного освобождения и был депортирован из США.

## Вражда с Ларри Холмсом
Широко известна вражда Бербика с Ларри Холмсом, с которым он боксировал в 1981 году. Их вражда завершилась публичной дракой в 1991 году, которая была заснята на плёнку. Холмс взобрался на капот автомобиля и прыгнул на Бербика когда того вели в сопровождении полиции.

## Пенсионные
Вышел на пенсию во Флориде, чтобы быть со своей женой и четырьмя детьми (у него было трое детей с первой женой в Монреале) и начал тренировать боксёров в зале Кенни Барретта в Tamarac, Флорида. Проблемы Бербика с законом обострились. Он был вновь депортирован из США 2 декабря 2002 года.

## Убийство
28 октября 2006 года Тревор Бербик был найден мёртвым. Он был убит собственным 20-летним племянником несколькими ударами стальной трубы по голове. За это преступление его племянник Гарольд Бербик был приговорен к пожизненному заключению с правом подачи апелляции на досрочное освобождение через 20 лет.